# Blauwe mierklauwier
De blauwe mierklauwier (Thamnomanes schistogynus) is een zangvogel uit de familie Thamnophilidae (miervogels).

## Verspreiding en leefgebied
Deze soort komt voor in het Amazonebekken en telt twee ondersoorten:
- T. s. intermedius: centraal Peru.
- T. s. schistogynus: het zuidwestelijk Amazonebekken.

## Status
De grootte van de populatie is niet gekwantificeerd maar de soort wordt omschreven als algemeen. Op de Rode lijst van de IUCN heeft deze soort de status niet bedreigd.